# Ruzitska Béla
Ruzitska Béla (Kolozsvár, 1867. augusztus 24. – Kolozsvár, 1942. augusztus 2.) vegyész, egyetemi tanár, a zeneszerző Ruzitska György unokája.

## Életpályája
Édesapja Ruzitska Béla Adalbert Károly (1825 – 1890), édesanyja Raczek Zsófia. A kolozsvári Unitárius Főgimnáziumban, majd a Ferenc József Tudományegyetemen szerzett vegytani és természetrajzi diplomát. A diploma megszerzése után az egyetemen maradt tanársegédként, utóbb adjunktus és egyetemi tanár lett. Az egyetem bezárása után az Állami Vegyvizsgáló Állomáson dolgozott vegyészként, majd a Marianum Leánynevelő Intézetben tanított kémiát és áruismeretet. 1940-től haláláig az egyetem kémia-technológia tanszékének vezetője volt. Tagja volt az Erdélyi Kárpát-Egyesületnek; egyik túrája közben lefényképezte Vasvári Pál ma már nem fellelhető sírját. A Gyilkos-tónál geológiai kutatás közben szakadékba zuhant. Sírja a házsongárdi temetőben található.

## Művei
- Bevezetés az elméleti chemiába, Kolozsvár, 1894
- A szénvegyületek égési hőjének caloriméteres meghatározása és azok egyidejű mennyileges elemzése. A m. tud. Akadémia megbízásából és támogatásával, saját vizsgálatai alapján. Budapest, 1904. (Mathem. és Természettud. Közlemények XXVII. 2.)
- Az élelmiszerek chemiai vizsgálata, Budapest, 1905
- A természetes festőanyagok abszorpciós-spektrumos vizsgálata és kimutatása (MTA pályamunka, 1913)
- Fabinyi Rudolf emlékezete, különnyomat az Erdélyi Orvosi Lapból, Kolozsvár, 1923
- Az atomelmélet újabb fejlődése, székfoglaló az Erdélyi Katholikus Akadémia 1931. február 10-ei felolvasóülésén, Kolozsvár, 1931

Cikkei a Természettudományi Közlönyben jelentek meg: (XXIII. 1891. A saccharinról és mennyileges meghatározásáról, A ptomainokról vagy állati alkaloidákról, 1892. Tanulmányok az elektrolizis köréből, 1893. Hofmann Ágoston Vilmos, a nitrogén égése, A gyémánt mesterséges előállítása, Az üveg oldhatósága vízben. Pótfüzet. a chemia legfontosabb vívmányai évszázadunk utolsó negyedében Wislicenus után, 1895. Elméleti chemia, 1896. Tanulmányok a calorimetria köréből, 1897. A petroleum képződése, 1898. Alkoholos erjedés élesztősejt nélkül, Meyer Viktor emlékezete, 1899. Világításunk az utolsó huszonöt év alatt, 1900. A sütőpataki Vilma-forrás vizéről, Az erdélyi múzeum-egyletből).